# Rapporteur spécial des Nations unies sur la liberté de religion ou de conviction
Le poste de Rapporteur spécial sur la liberté de religion ou de conviction a été institué en 1986 par la Commission des droits de l’homme des Nations unies.

## Historique
L'Assemblée générale des Nations unies adopte en 1981 la Déclaration sur l'élimination de toutes les formes d'intolérance et de discrimination fondées sur la religion ou la conviction. Bien que n'ayant pas force de loi internationale, cette résolution devient le premier instrument juridique international consacré exclusivement à la liberté de religion.
Afin de promouvoir les objectifs de la résolution de 1981 et de soutenir l'évolution générale de la liberté de religion en tant que droit de l'homme, la Commission des droits de l'homme des Nations unies crée en 1986 le poste de « Rapporteur spécial sur l'intolérance religieuse ». En 2000, la Commission change l'intitulé du poste en « Rapporteur spécial sur la liberté de religion ou de conviction », afin que le nom du poste reflète plus précisément la nécessité pour le Rapporteur spécial de protéger le droit des individus à changer de religion ou à s'abstenir de toute croyance religieuse.

## Rapporteurs spéciaux
Le Rapporteur spécial des Nations unies sur la liberté de religion ou de conviction est désormais nommé par le Conseil des droits de l’homme des Nations unies, qui remplace la Commission depuis 2006. Le titulaire du mandat est invité à identifier les obstacles existants et émergents au libre exercice du droit à la liberté de religion ou de conviction, et à présenter des recommandations sur les méthodes permettant de surmonter ces obstacles.
Anciens experts indépendants :
- Angelo d'Almeida Ribeiro (Portugal), mars 1986 - mars 1993
- Abdelfattah Amor (Tunisie), avril 1993 - juillet 2004
- Asma Jahangir (Pakistan), août 2004 - juillet 2010
- Heiner Bielefeldt (Allemagne), août 2010 – octobre 2016
- Ahmed Shaheed (Maldives), novembre 2016 – juillet 2022

Expert indépendant actuel :
- Nazila Ghanea (Iran), août 2022 – aujourd'hui[3]